# Bruinkopgraszanger
De bruinkopgraszanger (Cisticola fulvicapilla) is een zangvogel uit de familie Cisticolidae.

## Verspreiding en leefgebied
Deze soort komt voor in centraal en zuidelijk Afrika en telt negen ondersoorten:
- C. f. dispar: van zuidoostelijk Gabon tot noordwestelijk Zambia en centraal Angola.
- C. f. muelleri: van centraal Zambia tot Mozambique en noordoostelijk Zimbabwe.
- C. f. hallae: van zuidelijk Angola en noordoostelijk Namibië tot westelijk Zimbabwe.
- C. f. dexter: van zuidoostelijk Botswana tot centraal Zimbabwe en de noordoostelijke Zuid-Afrikaanse binnenlanden.
- C. f. ruficapilla: centraal Zuid-Afrika.
- C. f. lebombo: zuidelijk Mozambique en de noordoostelijke Zuid-Afrikaanse kusten.
- C. f. fulvicapilla: de oostelijk Zuid-Afrikaanse binnenlanden.
- C. f. dumicola: de Zuid-Afrikaanse oostkust.
- C. f. silberbauer: zuidwestelijk Zuid-Afrika.

## Status
De grootte van de populatie is niet gekwantificeerd maar de soort wordt omschreven als plaatselijk algemeen. Op de Rode lijst van de IUCN heeft deze soort de status niet bedreigd.